# Lomographa conspersa
Lomographa conspersa är en fjärilsart som beskrevs av Alfred Ernest Wileman 1914. Lomographa conspersa ingår i släktet Lomographa och familjen mätare. Inga underarter finns listade i Catalogue of Life.